# Вайомінг (округ, Західна Вірджинія)
Шаблон:StateAbbr_ 37°37′ пн. ш. 81°32′ зх. д. / 37.61° пн. ш. 81.54° зх. д.
Округ Вайомінг (англ. Wyoming County) — округ (графство) у штаті Західна Вірджинія, США. Ідентифікатор округу 54109.

## Історія
Округ утворений 1850 року.

## Демографія
За даними перепису 2000 року загальне населення округу становило 25708 осіб, зокрема міського населення було 2746, а сільського — 22962. Серед мешканців округу чоловіків було 12649, а жінок — 13059. В окрузі було 10454 домогосподарства, 7705 родин, які мешкали в 11698 будинках. Середній розмір родини становив 2,89.
Віковий розподіл населення поданий у таблиці:
| Стать    | До 15 років | 15-21 | 22-29 | 30-39 | 40-49 | 50-65 | 65-85 | Понад 85 |
| -------- | ----------- | ----- | ----- | ----- | ----- | ----- | ----- | -------- |
| Чоловіки | 2424        | 1246  | 1244  | 1564  | 2324  | 2355  | 1386  | 106      |
| Жінки    | 2175        | 1170  | 1291  | 1689  | 2324  | 2316  | 1894  | 200      |

## Суміжні округи
- Бун — північ
- Релей — північний схід
- Мерсер — південний схід
- Мак-Дауелл — південь
- Мінґо — захід
- Лоґан — північний захід

## Виноски
1. ↑  U.S. Decennial Census. United States Census Bureau. Архів оригіналу за 26 квітня 2015. Процитовано 16 січня 2014.
2. ↑  Historical Census Browser. University of Virginia Library. Архів оригіналу за 11 серпня 2012. Процитовано 16 січня 2014.
3. ↑  Population of Counties by Decennial Census: 1900 to 1990. United States Census Bureau. Архів оригіналу за 3 червня 2013. Процитовано 16 січня 2014.
4. ↑  Census 2000 PHC-T-4. Ranking Tables for Counties: 1990 and 2000 (PDF). United States Census Bureau. Архів оригіналу (PDF) за 18 грудня 2014. Процитовано 16 січня 2014.
5. ↑  State & County QuickFacts. United States Census Bureau. Архів оригіналу за 5 вересня 2015. Процитовано 16 січня 2014.(англ.) Наведено за англійською вікіпедією.
6. ↑  American FactFinder. Бюро перепису населення США. Архів оригіналу за 26 лютого 2012. Процитовано 31 січня 2008.

| США | Це незавершена стаття з географії США. Ви можете допомогти проєкту, виправивши або дописавши її. |